# Saltillo (Tennessee)
Saltillo es un pueblo ubicado en el condado de Hardin en el estado estadounidense de Tennessee. En el Censo de 2010 tenía una población de 303 habitantes y una densidad poblacional de 127,58 personas por km².

## Geografía
Saltillo se encuentra ubicado en las coordenadas 35°22′48″N 88°12′55″O / 35.38000, -88.21528. Según la Oficina del Censo de los Estados Unidos, Saltillo tiene una superficie total de 2.38 km², de la cual 2.38 km² corresponden a tierra firme y (0%) 0 km² es agua.

## Demografía
Según el censo de 2010, había 303 personas residiendo en Saltillo. La densidad de población era de 127,58 hab./km². De los 303 habitantes, Saltillo estaba compuesto por el 78.22% blancos, el 19.47% eran afroamericanos, el 0% eran amerindios, el 0% eran asiáticos, el 0.66% eran isleños del Pacífico, el 1.32% eran de otras razas y el 0.33% pertenecían a dos o más razas. Del total de la población el 1.98% eran hispanos o latinos de cualquier raza.